# Сердар Дурсун
Сердар Дурсун (тур. Serdar Dursun, нар. 19 жовтня 1991, Гамбург) — німецький і турецький футболіст, нападник клубу «Аланіяспор».
Відомий за виступами в низці німецьких і турецьких клубів, а також у складі національної збірної Туреччини.

## Клубна кар'єра
Сердар Дурсун народився 1991 року в місті Гамбург у турецькій сім'ї. Розпочав займатися футболом у низці юнацьких нижчолігових німецьких команд, пізніше перейшов до футбольної школи клубу «Ганновер 96». У дорослому футболі дебютував 2010 року виступами за другу команду клубу, в якій провів один сезон, взявши участь у 27 матчах чемпіонату.
У 2011 році Сердар Дурсун повернувся на історичну батьківщину, де став гравцем клубу «Ескішехірспор», проте в команді так і не зіграв оскільки керівництво клубу відправило його в оренду спочатку до клубу «Шанлиурфаспор», а пізніше до «Денізліспор». У 2014 році Дурсун вже на правах постійного контракту став гравцем іншого турецького клубу «Фатіх Карагюмрюк», у якому став гравцем основного складу. У 2016 році футболіст став гравцем німецького клубу «Гройтер», у якому грав до 2018 року.
У 2018 році турецький нападник перейшов до складу іншого німецького клубу «Дармштадт 98». У складі команди Дурсун відразу ж став гравцем основного складу, та одним із кращих бомбардирів команди. У сезоні 2020—2021 років він став не лише кращим бомбардиром «Дармштадта», а й кращим бомбардиром другої Бундесліги, відзначившись 27 забитими м'ячами за сезон. У складі «Дармштадта» Дурсун грав до 2021 року, відзначившись 54 забитими м'ячами у 100 матчах, проведених за клуб.
До складу клубу «Фенербахче» Сердар Дурсун приєднався 2021 року. У складі стамбульської команди грав до середини 2023 року, провівши 51 матч у національному чемпіонаті, у якому відзначився 16 забитими м'ячами. З 2023 року Дурсун знову грає у складі клубу «Фатіх Карагюмрюк».

## Виступи за збірну
2021 року Сердар Дурсун дебютував у складі національної збірної Туреччини. У складі збірної нападник з перших матчів відзначився неабиякою результативністю, станом на кінець вересня 2022 року відзначився 7 забитими м'ячами у 10 проведених за збірну матчах.
| Дата       | Місто      | Господарі         | Результат | Гості             | Турнір                               | Голи | Примітки |
| ---------- | ---------- | ----------------- | --------- | ----------------- | ------------------------------------ | ---- | -------- |
| 11-10-2021 | Рига       | Латвія            | 1 – 2     | Туреччина         | Відбір до ЧС 2022                    | 1    | 64'      |
| 13-11-2021 | Стамбул    | Туреччина         | 6 – 0     | Гібралтар         | Відбір до ЧС 2022                    | 1    | 70'      |
| 24-3-2022  | Порту      | Португалія        | 3 – 1     | Туреччина         | Відбір до ЧС 2022                    | -    | 90'      |
| 29-3-2022  | Конья      | Туреччина         | 2 – 3     | Італія            | товариський матч                     | 1    | 62'      |
| 4-6-2022   | Стамбул    | Туреччина         | 4 – 0     | Фарерські острови | Ліга націй УЄФА 2022-2023 - 1-й етап | 1    | 65'      |
| 7-6-2022   | Вільнюс    | Литва             | 0 – 6     | Туреччина         | Ліга націй УЄФА 2022-2023 - 1-й етап | 2    | 79'      |
| 11-6-2022  | Люксембург | Люксембург        | 0 – 2     | Туреччина         | Ліга націй УЄФА 2022-2023 - 1-й етап | 1    | 46'      |
| 14-6-2022  | Ізмір      | Туреччина         | 2 – 0     | Литва             | Ліга націй УЄФА 2022-2023 - 1-й етап | -    |          |
| 22-9-2022  | Стамбул    | Туреччина         | 3 – 3     | Люксембург        | Ліга націй УЄФА 2022-2023 - 1-й етап | -    | 72'      |
| 25-9-2022  | Торсгавн   | Фарерські острови | 2 – 1     | Туреччина         | Ліга націй УЄФА 2022-2023 - 1-й етап | -    |          |
| Усього     |            | Матчів            | 10        |                   | Голів                                | 7    |          |

## Титули і досягнення
- Володар Кубка Туреччини (1):

«Фенербахче»: 2022-23
- Кращий бомбардир другої Бундесліги: 2020—2021 (27 м'ячів)